# Pedreiras (kommun)
Pedreiras är en kommun i Brasilien.   Den ligger i delstaten Maranhão, i den nordöstra delen av landet, 1 300 km norr om huvudstaden Brasília. Antalet invånare är 39 481. Arean är 288 kvadratkilometer.
Terrängen i Pedreiras är platt.
Omgivningarna runt Pedreiras är huvudsakligen savann. Runt Pedreiras är det ganska tätbefolkat, med 139 invånare per kvadratkilometer.